# Манифест Вентотене

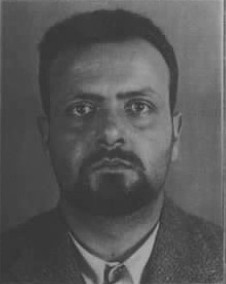
Альтиеро Спинелли на Вентотене в период написания манифеста

Манифест Вентотене (итал. Manifesto di Ventotene), официально озаглавленный «За свободную и единую Европу. Проект манифеста» (Per un'Europa libera e unita. Progetto d'un manifesto) — это политологический труд, написанный Альтьеро Спинелли, Эудженио Колорни, Урсулой Хиршман и Эрнесто Росси, когда они были заключёнными фашистского режима на итальянском острове Вентотене во время Второй мировой войны. Законченный в июле 1941 года, манифест распространялся в рядах итальянского Сопротивления и вскоре стал программой Движения за федеративную Европу. Манифест предполагал объединение европейских стран в единую (и социалистическую) федерацию соединённых штатов Европы, дабы предотвратить новые войны.
Согласно Манифесту, такое единство может быть достигнуто только сверху, силами единого политического движения. Такая позиция резко противоречила другой, согласно которой единство Европы может быть достигнуто только естественным путём и только как второстепенная задача, после того, как все политические цели (коммунистические, демократические и т. д.) будут достигнуты в отдельных странах.
Манифест критиковал «капиталистический империализм, который наше поколение видело разросшимся до точки формирования тоталитарных государств и развязывания мировых войн», а также провалившуюся Лигу Наций. В документе говорилось, что «европейская революция, чтобы соответствова ть нашим потребностям, должна быть социалистической, то есть её целью должно быть освобождение трудящихся классов и создание для них более гуманных условий жизни». Однако он выступал против «доктринерских» формулировок перехода к социализму и отмечал, что «частная собственность должна быть упразднена, ограничена, исправлена, расширена в зависимости от случая: однако, шаг за шагом, а не догматически согласно принципу». 